# Festival internazionale del cinema di Rio de Janeiro
Il festival internazionale del cinema di Rio de Janeiro è il risultato dell'unione del Rio Cine Festival e del Mostra Banco Nacional de Cinema.
I due festival, fondati rispettivamente nel 1984 e 1988, si tenevano a distanza di due mesi l'uno dall'altro, e sono stati uniti per evitare di sovraccaricare la città di Rio de Janeiro con due importanti manifestazioni aventi lo stesso tema in un breve periodo.